# 1818 en musique
| \| • Retour à la chronologie générale de la musique populaire • \| |
| XXIe siècle • XXe siècle • XIXe siècle • XVIIIe siècle XVIIe siècle • XVIe siècle • XVe siècle • XIVe siècle XIIIe siècle • XIIe siècle • XIe siècle • Xe siècle IXe siècle • VIIIe siècle • Haut Moyen Âge • Rome • Grèce |
| • Retour à la chronologie générale de la musique populaire • |

| • Retour à la chronologie générale de la musique populaire • |

| Années de la musique populaire : 1815 - 1816 - 1817 - 1818 - 1819 - 1820 - 1821    |
| Décennies de la musique populaire : 1780 - 1790 - 1800 - 1810 - 1820 - 1830 - 1840 |

## Événements et œuvres
- 24 décembre : première exécution du chant de Noël autrichien Douce nuit, sainte nuit (en allemand Stille Nacht, heilige Nacht) dans l'église Saint-Nicolas d'Oberndorf bei Salzburg ; le poème écrit par Joseph Mohr en 1816 a été mis en musique en 1818 par Franz Xaver Gruber.
- Émile Debraux crée  à la goguette des Gais Lurons à Paris La Colonne, chanson à la gloire de la colonne Vendôme[1]. Il y a alors environ trois cents goguettes à Paris où par milliers chaque semaine ouvriers et ouvrières se retrouvent pour chanter le samedi soir des chansons de leur composition[2].
- Le Conscrit, chanson antimilitariste d'Émile Debraux[3].

## Naissances
- 21 février : Eugène Delaporte, musicien français, fondateur de nombreuses sociétés musicales en France, mort en 1866.
- 6 octobre : Gustave Leroy, chansonnier, compositeur et goguettier français, mort en 1860.
- Date précise inconnue :
  - Kourmanghazy Saghyrbaïouly, compositeur kazakh, instrumentiste joueur de dombra, mort en 1889.

## Décès
- Date précise inconnue :
  - Casimir Ménestrier, chansonnier français.